# Hawaïaanse eilanden
De Hawaïaanse eilanden (vroeger Sandwich Eilanden) vormen een archipel van 18 grote eilanden en atollen. De eilandengroep ligt in de Stille Oceaan en gaat van het noordwesten naar het zuidoosten. De Hawaïaanse eilanden zijn de boven water liggende toppen van een uitgestrekte onderzeese rug, de Hawaï-Emperorketen, die werd gevormd door vulkanische activiteit boven een hotspot in de aardmantel.
Tussen de twee uiterste eilanden (Hawaï en de Kure Atol) bedraagt de afstand 2400 kilometer. Samen vormen de eilanden de vijftigste staat van de Verenigde Staten: Hawaï.

## Eilanden en riffen

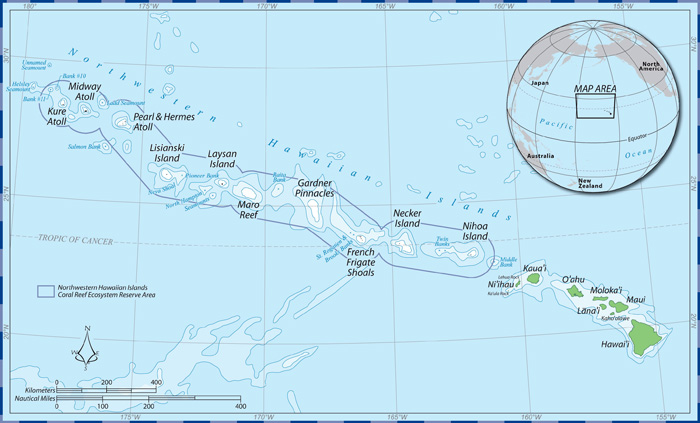
Kaart van de Hawaïaanse eilanden

Samen beslaan de Hawaïaanse eilanden 16.636,5 km² en 137 grote en kleine eilanden en atollen. Het is de meest geïsoleerde eilandengroep ter wereld: het dichtstbijzijnde continent ligt 3000 kilometer verwijderd (Noord-Amerika).
- Hawaï
- Maui
- Kahoolawe (onbewoond)
- Lānaï
- Molokaï
- Oahu
- Kauai
- Niihau

### Kleinere eilanden, atollen en riffen
- Nihoa (Mokumana)
- Necker (Mokumanamana)
- French Frigate Shoals (Mokupāpapa)
- Gardner Pinnacles (Pūhāhonu)
- Maro Rif (Nalukākala)
- Laysan (Kauō)
- Lisianski (Papaāpoho)
- Pearl en Hermes Atol (Holoikauaua)
- Midway Atol (Pihemanu)
- Kure Atol (Kānemilohai)

### Heel kleine eilanden
- Ford Island (Mokuumeume)
- Lehua
- Ka'ula
- Kaohikaipu
- Manana
- Mōkōlea Rock
- Nā Mokulua
- Molokini
- Mokoliokinai
- Moku Manu